# Kamonia
Kamonia, tidigare Tshikapa, är ett territorium i Kongo-Kinshasa. Det ligger i provinsen Kasaï, i den sydvästra delen av landet, 600 km öster om huvudstaden Kinshasa.